# Estadio de Pacaembu
El Estadio Municipal Paulo Machado de Carvalho, conocido popularmente como Pacaembu, es un estadio de fútbol ubicado en el barrio de Pacaembu, en la ciudad de São Paulo, Brasil. Fue una de las sedes de la Copa Mundial de Fútbol de 1950 celebrada en Brasil. Albergó la inauguración de los Juegos Panamericanos de 1963. Su dirección es Praça Charles Miller, s/n.º - barrio do Pacaembu y posee una capacidad para 37 952 espectadores.
El estadio pertenece a la prefectura de la capital paulista y puede ser utilizado para los partidos de fútbol de la mayoría de los equipos de la ciudad, por medio de un pago de arriendo. El Corinthians fue el equipo que actuó con mayor frecuencia de local en el recinto, antes de la inauguración de su propio estadio el Arena Corinthians en 2014.
El club Santos lo utiliza cuando realiza sus partidos en la capital paulista.

## Historia
El estadio fue inaugurado el 27 de abril de 1940, con la presencia del presidente Getulio Vargas. En su inauguración se lo consideró como el estadio más grande y moderno de América del Sur con capacidad para 70 000 personas.
El primer partido se jugó el día después de la inauguración, el 28 de abril de 1940 entre el Palestra Italia (antiguo nombre del Palmeiras) y el Coritiba. El equipo de São Paulo ganó por 6-2. Poco después, se produjo un segundo partido entre el SC Corinthians y Atlético Mineiro, por invitación del alcalde de la capital. El Corinthians ganó el partido por 4-2.
El Estadio Municipal de Pacaembú lleva actualmente el nombre de "Paulo Machado de Carvalho" apodado el "Mariscal de la Victoria", cuando fue el jefe de delegación en las campañas victoriosas de la Selección brasileña de fútbol en la Copa Mundial de Suecia 1958, y en Chile en 1962.

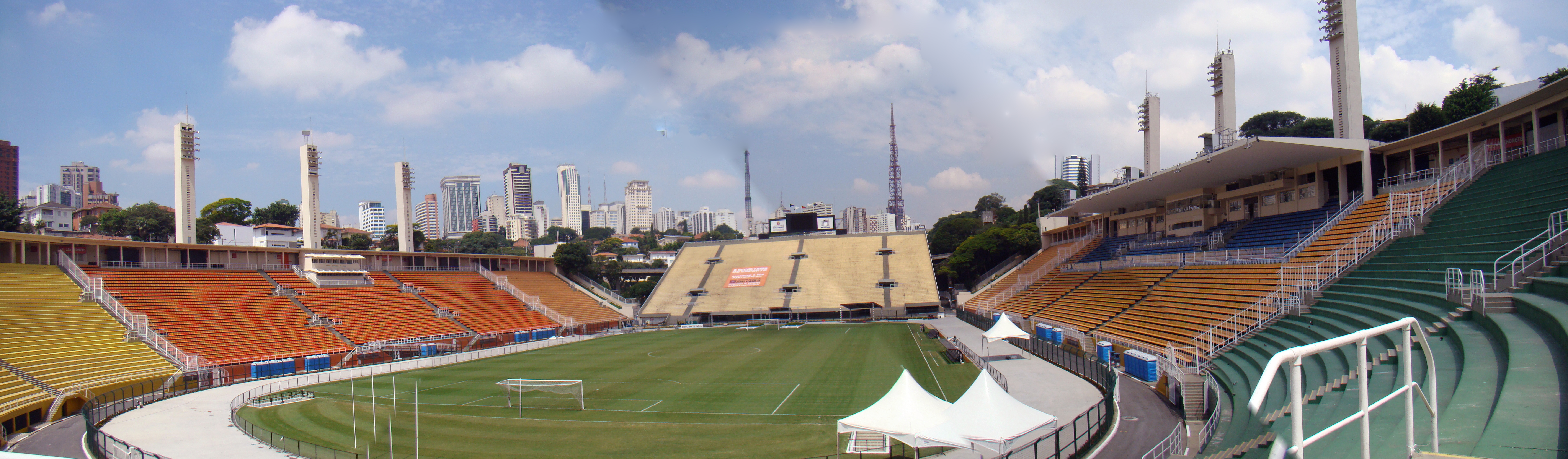
Imagen panorámica del estadio.

## Eventos más importantes

### Copa Mundial de Fútbol de 1950
- El estadio Pacaembú fue una de las 6 sedes de la Copa Mundial de Fútbol de 1950 llevada a cabo en Brasil.
| Fecha               | Selección #1 | Resultado | Selección #2 | Ronda                 | Espectadores |
| ------------------- | ------------ | --------- | ------------ | --------------------- | ------------ |
| 25 de junio de 1950 | Suecia       | 3 - 2     | Italia       | Primera fase, Grupo 3 | 36 502       |
| 28 de junio de 1950 | Brasil       | 2 - 2     | Suiza        | Primera fase, Grupo 1 | 42 000       |
| 2 de julio de 1950  | Italia       | 2 - 0     | Paraguay     | Primera fase, Grupo 3 | 26 000       |
| 9 de julio de 1950  | Uruguay      | 2 - 2     | España       | Fase Final            | 44 800       |
| 13 de julio de 1950 | Uruguay      | 3 - 2     | Suecia       | Fase Final            | 8000         |
| 16 de julio de 1950 | Suecia       | 3 - 1     | España       | Fase Final            | 11 000       |

### Juegos Panamericanos de 1963
Otro evento deportivo de alto nivel que tuvo lugar en el Estadio Pacaembu fueron los Juegos Panamericanos de 1963. En la ocasión, el estadio fue sede de la ceremonia de apertura, las disputas de la final de fútbol y atletismo, además de la ceremonia de clausura de los juegos.